# Arne Nielsson
Arne Nielsson (Glostrup, 11 de mayo de 1962) es un deportista danés que compitió en piragüismo en las modalidades de aguas tranquilas y maratón.
Participó en tres Juegos Olímpicos entre los años 1988 y 1996, obteniendo una medalla de plata en Barcelona 1992 en la prueba de C2 1000 m. Ganó ocho medallas en el Campeonato Mundial de Piragüismo entre los años 1986 y 1993, y cinco medallas en el Campeonato Mundial de Piragüismo en Maratón entre los años 1988 y 1996.

## Palmarés internacional

### Piragüismo en aguas tranquilas
| Juegos Olímpicos   | Juegos Olímpicos       | Juegos Olímpicos  | Juegos Olímpicos |
| Año                | Lugar                  | Medalla           | Competición      |
| ------------------ | ---------------------- | ----------------- | ---------------- |
| 1992               | Barcelona (España)     | Medalla de plata  | C2 1000 m        |
| Campeonato Mundial |                        |                   |                  |
| Año                | Lugar                  | Medalla           | Competición      |
| 1986               | Montreal (Canadá)      | Medalla de bronce | C2 10 000 m      |
| 1987               | Duisburgo (Alemania)   | Medalla de oro    | C2 10 000 m      |
| 1989               | Plovdiv (Bulgaria)     | Medalla de oro    | C2 1000 m        |
| 1989               | Plovdiv (Bulgaria)     | Medalla de oro    | C2 10 000 m      |
| 1990               | Poznań (Polonia)       | Medalla de oro    | C2 10 000 m      |
| 1993               | Copenhague (Dinamarca) | Medalla de oro    | C2 1000 m        |
| 1993               | Copenhague (Dinamarca) | Medalla de oro    | C2 10 000 m      |
| 1993               | Copenhague (Dinamarca) | Medalla de plata  | C2 500 m         |

### Piragüismo en maratón
| Campeonato Mundial | Campeonato Mundial       | Campeonato Mundial | Campeonato Mundial |
| Año                | Lugar                    | Medalla            | Competición        |
| ------------------ | ------------------------ | ------------------ | ------------------ |
| 1988               | Nottingham (Reino Unido) | Medalla de plata   | C2                 |
| 1990               | Copenhague (Dinamarca)   | Medalla de oro     | C2                 |
| 1992               | Brisbane (Australia)     | Medalla de oro     | C2                 |
| 1994               | Ámsterdam (Países Bajos) | Medalla de oro     | C1                 |
| 1996               | Vaxholm (Suecia)         | Medalla de oro     | C1                 |